# Nódulo da Irmã Maria José
Na medicina, o nódulo da Irmã Maria José, também conhecido como sinal da Irmã Maria José, é um nódulo palpável no umbigo resultado de uma metástase de uma neoplasia maligna (câncer) na pelve ou abdômen.
As doenças malignas gastrointestinais contabilizam por cerca de metade das fontes de câncer deste nódulo.